# Мелнишки пирамиди
Мелнишките пирамиди са скални образувания, които са едни от най-посещаваните от туристи скални пирамиди на територията на България.
Разположени са в подножието на югозападната част на планината Пирин в околностите на Мелник. Районът, освен самите пирамиди, обхваща още огромно количество други скални образувания като скални гъби, игли, конуси и други. Най-популярните сред тях са група пирамиди, разположени недалеч от село Кърланово. Освен заради значително по-големия им размер, интересни за туристите ги прави и това, че в близост са построени почивна станция и други сгради за настаняване на туристи.
Мелнишките пирамиди на височина достигат до 100 м. Характерно за външния им вид е, че склоновете им са пясъчни и на места почти напълно отвесни. На върховете им растат широколистни растения и треви.
Мелнишките пирамиди са в процес на екзогенно изветрително изграждане и външният им вид и форма се променят. Обявени са за природна забележителност през 1960 година.